# Comunicazioni ottiche

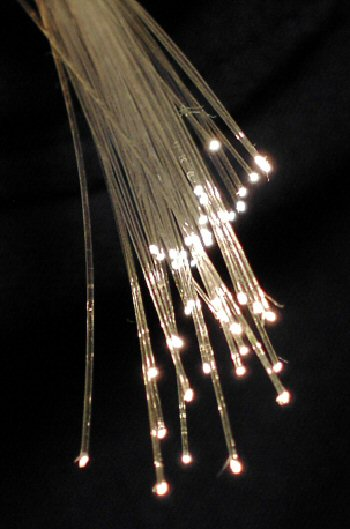
Fibra ottica

Una comunicazione ottica è una qualunque forma di telecomunicazione che usa la luce come mezzo di trasmissione. Possono essere sia cablate che non cablate ovvero wireless. Un sistema di comunicazione ottico consiste di un trasmettitore, che codifica un messaggio in un segnale ottico, un canale, che convoglia il segnale a destinazione, ed un ricevitore, che estrae il messaggio dal segnale ottico ricevuto. 

## Descrizione

### Forme di comunicazione ottica
Esistono numerose forme di comunicazioni ottiche non tecnologiche, ad esempio il linguaggio del corpo ed il linguaggio dei segni.
Tecniche come il semaforo o i segnali di fuoco furono le prime forme tecnologiche di comunicazioni ottiche. La fibra ottica è oggi il mezzo più comune per le moderne comunicazioni ottiche digitali. Anche le comunicazioni ottiche in spazio libero sono usate oggi per un'ampia gamma di applicazioni.

### Comunicazioni in fibra ottica
La fibra ottica è il tipo più comune di canale per le comunicazioni ottiche, tuttavia altri tipi di guide d'onda sono utilizzati all'interno di attrezzatura elettronica, di componenti per comunicazioni ottiche e sono perfino state usate in laboratorio come canale per trasmissioni a cortissima distanza (ad esempio da chip a chip). 
Generalmente i trasmettitori per collegamenti in fibra ottica sono LED o laser. Tipicamente si utilizzano lunghezze d'onda nello spettro dell'infrarosso piuttosto che nel visibile poiché in questa finestra frequenziale la fibra ottica garantisce minore attenuazione e dispersione. 
Ad oggi il metodo di codifica più usato è la modulazione di intensità, tuttavia sono state dimostrate in laboratorio anche tecniche basate sulla codifica di frequenza e fase. Quest'ultima in particolare è oggi al centro di numerose ricerche poiché presenta caratteristiche che ne potrebbero fare il formato di modulazione del futuro. 
La necessità di rigenerare il segnale lungo la tratta è stata resa sostanzialmente inutile dall'introduzione dell'amplificatore in fibra drogata all'erbio (EDFA), che garantisce trasmissioni su maggiori distanze ad un costo inferiore.

### Comunicazioni ottiche in spazio libero
IrDA definisce uno standard per la trasmissione ottica in spazio libero su brevi distanze mediante l'uso di LED infrarossi.